# Ga Sakaemachi (Hokkaidō)
Ga Sakaemachi (栄町駅 Sakaemachi-eki) là nhà ga tàu điện ngầm nằm ở Higashi, Sapporo, Hokkaidō, Nhật Bản. Nhà ga được đánh số H01 và đây cũng là ga cuối nằm ở phía bắc của tuyến.
Sapporo Community Dome cách nhà ga khoảng 11 phút đi bộ.

## Bố trí ga
| G                                     | Mặt đất                    | Lối vào/Lối ra                              |
| Sân ga                                | Sân ga 1                   | đi H02 Shindō-Higashi (Hướng đi Fukuzumi) → |
| Sân ga đảo, cửa sẽ mở ở bên trái/phải |                            |                                             |
| Sân ga 2                              | Ga cuối (Tàu dừng tại đây) |                                             |

## Lịch sử
- 2 tháng 12 năm 1988: Nhà ga mở cửa, điểm bắt đầu của tuyến từ ga này đến ga Hōsui-Susukino.[1]
- 13 tháng 8 năm 2016: Cửa chắn sân ga đã được lắp đặt và đi vào hoạt động.

## Xung quanh nhà ga
- Sân bay Okadama
- Sapporo Community Dome
- Lực lượng Phòng vệ Nhật Bản – Doanh trại Okadama

## Thống kê lượng hành khách
Theo Cục Giao thông vận tải Thành phố Sapporo, số lượng hành khách trung bình mỗi ngày trong năm tài chính 2020 là 6.070.
Số lượng hành khách trung bình mỗi ngày trong những năm gần đây như sau.
| Năm  | Lượng hành khách trung bình mỗi ngày | Nguồn |
| ---- | ------------------------------------ | ----- |
| 1995 | 6,599                                | [ 2 ] |
| 1996 | 6,488                                | [ 2 ] |
| 1997 | 6,461                                | [ 2 ] |
| 1998 | 6,399                                | [ 2 ] |
| 1999 | 6,518                                | [ 2 ] |
| 2000 | 6,628                                | [ 2 ] |
| 2001 | 6,770                                | [ 2 ] |
| 2002 | 6,801                                | [ 2 ] |
| 2003 | 6,779                                | [ 2 ] |
| 2004 | 6,872                                | [ 2 ] |
| 2005 | 7,033                                | [ 2 ] |
| 2006 | 7,176                                | [ 2 ] |
| 2007 | 7,156                                | [ 2 ] |
| 2008 | 7,194                                | [ 2 ] |
| 2009 | 7,117                                | [ 3 ] |
| 2010 | 7,287                                | [ 3 ] |
| 2011 | 7,336                                | [ 4 ] |
| 2012 | 7,618                                | [ 4 ] |
| 2013 | 7,939                                | [ 4 ] |
| 2014 | 8,218                                | [ 4 ] |
| 2015 | 8,327                                | [ 4 ] |
| 2016 | 8,561                                | [ 5 ] |
| 2017 | 8,428                                | [ 5 ] |
| 2018 | 8,322                                | [ 6 ] |
| 2019 | 8,184                                | [ 6 ] |
| 2020 | 6,070                                | [ 7 ] |